# Christian Dorn
Christian Dorn (* 1. Dezember 1928 in Salzburg) ist ein österreichischer Schauspieler und Hörspielsprecher.

## Leben
Dorn spielt in über 13 Filmen in 53 Jahren. Er kam aber über Nebenrollen nicht heraus.

## Filmographie (Auswahl)
- 1954: Eight Witnesses
- 1967: Aktenzeichen XY … ungelöst
- 1970: Pater Brown
- 1970: Blaue Blüten
- 1975: Champagner aus dem Knobelbecher
- 1974, 1976: Der Kommissar
- 1981: Laß jucken, Kumpel 6. Teil
- 1983: Der Alte
- 1983: Unsere schönsten Jahren
- 1983–1989: Polizeiinspektion 1
- 1989: Forsthaus Falkenau
- 1989: Zwei Münchner in Hamburg
- 1993: Night Train to Venice
- 1995: Mobbing: Die lieben Kollegen
- 1998: Der König von St. Pauli
- 2000: Frische Ware
- 2007: Das letzte Stück Himmel

## Hörspiele (Auswahl)
- 1954: Gustav Meyrink: Der Golem (Bankangestellter) – Regie: Friedrich Carl Kobbe (Hörspielbearbeitung – BR)
- 1955: Wolfgang Becker, Per Schwenzen: Hundert Minuten zu früh – Regie: Heinz-Günter Stamm (Hörspielbearbeitung – BR)
- 1955: Georg Lohmeier: Die Fremde – Regie: Alois Johannes Lippl (Original-Hörspiel, Mundarthörspiel – BR)
- 1955: Max Frisch: Die Chinesische Mauer (Soldat/Stimme aus dem Volk) – Regie: Walter Ohm (Hörspielbearbeitung – BR)
- 1956: Wolfgang Weyrauch: Indianische Ballade (1. Fußgänger) – Regie: Otto Kurth (Originalhörspiel – BR/HR)
- 1956: Ferdinand Raimund: Der Verschwender. Ein Zaubermärchen in drei Akten (Diener) – Bearbeitung und Regie: Karl Bogner (Hörspielbearbeitung – BR)
- 1956: Roland Ziersch Firmian und Christine (2. Herr) – Regie: Friedrich Carl Kobbe (Hörspielbearbeitung – BR)
- 1957: Ben Jonson: Volpone – Regie: Helmut Brennicke (Hörspielbearbeitung – BR)
- 1957: Archibald MacLeish: Hiob. Ein Spiel in zehn Szenen – Regie: Otto Kurth (Hörspielbearbeitung – BR)
- 1957: Fritz Meingast: Der bayerische Erzengel – Regie: Walter Ohm (Originalhörspiel – BR)
- 1958: Johann Wolfgang von Goethe: Götz von Berlichingen mit der eisernen Hand – Regie: Heinz-Günter Stamm (Hörspielbearbeitung – BR)
- 1973: Iwan Goll: Melusine – Regie: Hermann Wenninger (Hörspielbearbeitung – BR)
- 1982: Axel von Ambesser: Die Globus AG zeigt: Ein Künstlerleben (Müller-Ham, Regisseur) – Regie: Axel von Ambesser (Hörspiel – BR)

Quelle: ARD-Hörspieldatenbank